# Vice-admiral Kulakov (rušilec)
Vice-admiral Kulakov (rusko Вице-адмирал Кулаков) je raketni rušilec razreda Fregat Ruske vojne mornarice. Je del 2. divizije protipodmorniških ladij Severne flote v Severomorsku. Poimenovan je po Nikolaju Mihajloviču Kulakovu, udeležencu obrambe Odese in Sevastopola (heroj Sovjetske zveze, red Lenina). Njegov gredelj je bil položen 4. novembra 1977 v Ladjedelnici Ždanova, splavljen je bil 16. maja 1980, v uporabo pa je bil predan 29. decembra 1981. Razvoj projekta 1155 Fregat se je začel v Severnem projektno-konstruktorskem biroju leta 1972 pod vodstvom glavnih konstruktorjev Nikolaja Pavloviča Soboljeva in Vasilija Pavloviča Mišina.
Novembra 1988 je obiskal Havano na Kubi.
Leta 1990 je prispel na remont v Kronštatu, ki je zaradi težkih finančnih razmer potekal zelo počasi. Leta 1996 se je remont ustavil, leta 2000 pa se je ponovno začel v ladjedelnici Severnaja verf. Končan je bil leta 2010, ko se je ladja ponovno vrnila na Severno floto.
Leta 2011 je obiskal Norveško.
Leta 2012 je na odpravi v Sredozemsko morje in Indijski ocean obiskal Veliko Britanijo, Irsko, Španijo, Portugalsko, Grčijo in Savdsko Arabijo.
Leta 2013 je na odpravi v Atlantski ocean obiskal Kubo in Venezuelo.
Leta 2014 je na odpravi v Sredozemsko in Črno morje obiskal Španijo, Malto in Ciper.
Med 2015–2016 je na odpravi v Indijski ocean obiskal Pakistan in Oman.
Med 2016–2017 je skupaj s križarko Pjotr Veliki in rušilcem Severomorsk spremljal letalonosilko Admiral Kuznjecov na odpravi v Sredozemsko morje in vojaškem posredovanju v sirski državljanski vojni.
Leta 2017 se je skupaj s križarko Maršal Ustinov udeležil prve pomorske parade v Sankt Peterburgu. Nato je odplul na odprav v Rdeče morje z obiski Omana, Egipta in Cipra.
Leta 2020 je na odpravi v Sredozemsko morje obiskal Alžirijo, Grčijo, Ciper in Sirijo.
25. oktobra 2021 je na opravi v Atlantski ocean v Gvinejskemu zalivu preprečil, da bi pirati zajeli panamsko kontejnersko ladjo Lucia.
Med 7. februarjem in 24. avgustom 2022 je na odpravi v Sredozemsko morje s fregato Admiral Kasatonov spremljal križarko Maršal Ustinov.